# George Coles
George Coles (ur. 20 września 1810, zm. 21 sierpnia 1875) – kanadyjski polityk drugiej połowy XIX wieku. Był uczestnikiem konferencji w Charlottetown i konferencji w Quebecu. Choć był przeciwnikiem konfederacji, ze względu na udział w konferencjach i początkowe dla niej poparcie, zaliczany jest do grona Ojców Konfederacji.
George Coles urodził się w farmerskiej rodzinie na Wyspie Księcia Edwarda. W wieku 19 lat udał się do Anglii, by uczyć się rzemiosła warzenia piwa. W 1833 ożenił się z Angielką Mercy Haine i wraz z nią powrócił do kolonii. Rozpoczął tu działalność przedsiębiorcy. Został browarnikiem, właścicielem młyna parowego, farmerem, aż w końcu zbliżył się do polityki.
W 1847 po raz pierwszy został wybrany do Zgromadzenia Legislacyjnego wyspy. Początkowo związany z konserwatystami, szybko zmienił front i przeszedł do obozu reformistów. Po zwycięstwie idei "odpowiedzialnego rządu" w 1849 Coles został premierem Wyspy. Funkcję tę pełnił trzykrotnie w latach 1851–1868.
Przez cały okres, tak premierowania, jak i zasiadania w ławach opozycji, najważniejszym zagadnieniem w jego polityce była próba rozwiązania tzw. "Problemu nieobecnych posiadaczy ziemskich" (zobacz Historia Wyspy Księcia Edwarda), który zdominował życie polityczne wyspy przez ponad sto lat.
W 1864 wziął udział w konferencji w Charlottetown i jej kontynuacji w Québecu. Początkowo był entuzjastą Konfederacji, lecz później, gdy postulaty rozwiązania problemu nieobecnych właścicieli ziemskich nie zostały uwzględnione w rezolucji quebeckiej, zmienił pozycje na zdecydowanie antykonfederackie. Po konferencji zdołał zablokować wejście Wyspy do Konfederacji. W 1868 w związku z wzrastającą niepoczytalnością zrezygnował z polityki.
Coles był jednym z najbarwniejszych polityków swej doby. Był obdarzony wyjątkowo wybuchowym charakterem. Legenda głosi, że dwukrotnie wyzywał swych oponentów politycznych Jamesa Pope i Edwarda Palmera na pojedynek. Pojedynek z tym ostatnim doszedł do skutku.